# László Pusztai
László Pusztai (né le 1er mars 1946 à Szentes en Hongrie et mort dans un accident de la route à Polgárdi le 6 juillet 1987) est un joueur de football hongrois. Il était attaquant.
Le stade du club de sa ville natale porte son nom et a été inauguré en juin 2005.

## Biographie
Il reçoit sa première sélection en équipe nationale le 12 avril 1970 contre la Yougoslavie (2-2).
Il participe à la Coupe du monde 1978 avec la Hongrie.

## Palmarès
- Champion de Hongrie en 1976 et 1981 avec le Ferencváros TC
- Vainqueur de la Coupe de Hongrie en 1976 et 1978 avec le Ferencváros TC